# Polska na mistrzostwach świata kobiet w biegach ulicznych
Polska na mistrzostwach świata kobiet w biegach ulicznych – wyniki reprezentacji Polski na mistrzostwach świata w biegach ulicznych organizowanych przez IAAF, w latach 1983-1991 (w latach 1983-1984 na dystansie 10 km, następnie na dystansie 15 km).

## Wyniki

### 1983
- Gabriela Górzyńska - 36 miejsce (35:00)
- Anna Bełtowska-Król - 55 miejsce (36:43)
- Ewa Wrzosek - 59 miejsce (37:38)
- Renata Walendziak - 60 miejsce (37:40)

### 1984
- nie startowały

### 1985
- Gabriela Górzyńska - 55 miejsce (53:11)
- Małgorzata Balbuza-Szumińska - 50 miejsce (54:15)
- Ewa Wrzosek - 59 miejsce (55:13)
- Anna Iskra - 61 miejsce (55:53)

### 1986
- nie startowały

### 1987
- Wanda Panfil - 29 miejsce (51:30)
- Gabriela Górzyńska - 69 miejsce (59:58)

### 1988
- Małgorzata Birbach - 20 miejsce (52:19)
- Grażyna Kowina - nie ukończyła

### 1989
- nie startowały

### 1990
- Izabela Zatorska - 35 miejsce (53:01,6)
- Bożena Dziubińska - 47 miejsce (53:45.1)
- Kamila Gradus - 48 miejsce (53:49.6)

### 1991
- Lidia Camberg - 8 miejsce (49:24)